# Bozano
Bozano é um município brasileiro do estado do Rio Grande do Sul. Bozano foi elevado à categoria de município pela lei estadual nº 10741, de 16 de abril de 1996, sendo então desmembrado do município de Ijuí.

## Geografia
A área do município é de 201 km² e sua população em 2010 é de 2200 habitantes, segundo o IBGE.